# Condensado de gas natural
El condensado de gas natural es una mezcla de hidrocarburos líquidos de baja densidad que están presentes como componentes gaseosos en el gas natural crudo.
El condensado de gas natural también se denomina simplemente condensado o condensado de gas, o a veces gasolina natural, porque contiene hidrocarburos dentro del rango de temperatura de ebullición de la gasolina. El gas natural crudo puede proceder de tres tipos de pozos:
- Pozos de petróleo crudo— El gas natural que procede de pozos de petróleo crudo se denomina gas asociado. Este gas puede existir separado del crudo en la formación subterránea, o puede estar disuelto en el crudo. El condensado de los pozos de petróleo se suele llamar condensado de explotación (lease condensate), porque se suele separar en la propia explotación del yacimiento.[3]
- Pozos de gas seco— Estos pozos producen sólo gas natural, y no contiene cantidades apreciables de crudo, por lo que también puede llamarse gas no asociado. Los condensados contenidos en el gas seco son extraídos en las plantas de procesamiento de gas natural, y se suele denominar por tanto condensado de planta.[3]
- Pozos de condensado— Estos pozos producen gas natural junto a cantidades importantes de hidrocarburos líquidos. Este gas se puede denominar también gas húmedo.